# DOA: Живым или мёртвым
«DOA: Живым или мёртвым» (англ. DOA: Dead or Alive) — каратэ-фильм, созданный по мотивам серии файтингов «Dead or Alive». Фильм был выпущен в прокат по всему миру в сентябре 2006 года, но в Северной Америке он вышел лишь 15 июня 2007 года.

## Сюжет
Фильм начинается в храме принцессы Касуми (Аоки). Хаябуса (Косуги) рассказывает ей о смерти её брата. Не желая этому верить, она покидает храм, становясь изгоем — синоби. Прежде чем уйти, её перехватывает Аянэ (Мальт), которая предупреждает что если Касуми покинет их клан, то Аянэ будет обязана убить её. Перемахивая через стену храма и улетая на раскладном дельтаплане, Касуми ловит летящий сюрикэн с надписью «Вы приглашены на DOA».
В море Тина Армстронг (Прессли) спорит по телефону со своим отцом о её карьере профессионального реслера, загорая на своей яхте. Яхту пытается забрать банда пиратов (во главе с Робином Шу, известным по его роли Лю Кана в фильме «Смертельная битва»), но Тина быстро избивает всех бандитов. Затем в её лодку вонзается сюрикэн DOA.
В гостинице Гонконга Кристи Аллен (Вэлэнс) допрашивает следователь после кражи бриллиантов. Одетая лишь в полотенце, она ухитряется обезоружить и победить всех полицейских, а затем скрывается на мотоцикле. Всё это время за ней наблюдает её бывший напарник Максимильян Марш (Марсден). По дороге она получает свой сюрикэн.
Эти три девушки вскоре летят на частном самолёте вместе с группой приглашённых бойцов, включая Макса и Басса Армстронга (Нэш), отца Тины, который также является реслером. Самолёт летит на остров DOA. По телевизору Хелена Дуглас (Картер) делает им сюрприз — чтобы попасть на остров, им необходимо прыгать с парашютами и добраться до комплекса DOA до заката. По случайности, три вышеупомянутые девушки опускаются на землю вместе, и им приходится работать вместе, чтобы вскарабкаться по огромной статуе Будды. Также, Касуми мельком замечает фиолетовые волосы Аянэ и понимает, что за ней последовала ниндзя-убийца. Добравшись до комплекса, все бойцы встречают доктора Виктора Донована (Эрик Робертс), организатора DOA в этом году, который объясняет, что победителя соревнования ждёт 10 миллионов $.
Каждый боец анализируется в лаборатории для определения его силы, и каждый получает инъекцию наноботов, которые передают на центральный компьютер информацию о способностях человека. Везерби (Хоуи), оператор всей этой техники, надзирает над процедурами. После чего всем бойцам выдают идентификационные браслеты, которые пищат и отображают имя их следующего противника. Вскоре начинаются поединки, в которых Тина, Кристи, Юан Фу (Фань), Хаябуса, Хелена, Байман (Бойер) и Зак (Брайан Дж. Уайт) продвигаются на второй раунд. Поединки показаны на экранах острова и выглядят как бои из игр.
Тем временем, Касуми вспоминает о своём брате, Хаятэ (Цао), и как он когда-то спас её от жестоких похитителей. Сразу после схватки, Хаятэ тогда получил свой сюрикэн DOA и решил покинуть клан, несмотря на то что этим он подписал себе смертный приговор. Перед её первым поединком, Донован ей объясняет, что Хаятэ был побеждён в прошлом году Леоном (Симак), и он упал с обрыва. Тело тогда так и не нашли. И тут Касуми обнаруживает, что её противником назначен Леон. Во время боя, она понимает, что его не так уж и сложно победить, и более опытный Хаятэ ни за что бы не проиграл ему.
Тем временем, Хаябуса и Касуми достигли полуфинала соревнования, и все бойцы берут отгул для отдыха. На пляже случается волейбольная игра (аллюзия на игру «DOA: Extreme Beach Volleyball»), где Касуми и Тина играют против Хелены и Кристи. Используя эту заминку, Хаябуса пробирается в глубину комплекса Донована, но попадает в ловушку. На пляже игра внезапно прерывается во время контрольного мяча, когда в мяч попадает сюрикэн (не DOA). Касуми понимает, что это её вызывает Аянэ.
Они дерутся в бамбуковой роще. Во время боя Касуми умоляет Аянэ помочь ей найти Хаятэ, так как она знает о чувствах Аянэ по отношению к Хаятэ. Касуми напоминает ей, что когда Хаятэ покинул клан, то Аянэ его не преследовала. Бой прерывается прибытием других девушек.
По окончании перерыва соревнование возобновляется, и Тина дерётся с Заком. Они дерутся на запрещённой площади, и Тине еле удаётся победить Зака.
Остаётся поединок между Хеленой и Кристи. Перед боем Макс и Кристи обсуждают слова источника Макса, что ключом к обнаружению хранилища Дугласа является Хелена. В хранилище — 100 миллионов $, и оба вора решают ограбить DOA. Во время драматического поединка под дождём, Кристи обнаруживает татуировку на шее Хелены. Несмотря на то, что изображение отвлекает её, Кристи всё же удаётся победить Хелену.
Вернувшись к Максу, она вспоминает и расшифровывает загадочную татуировку, указывая на местонахождение хранилища — внутри той самой статуи Будды. С началом нового раунда, Тина, Кристи и Касуми волнуются о судьбе Хаябусы. Втроём они направляются в комплекс Донована, но сами попадают в ловушку и оказываются в плену.
Оказывается, Донован создал ужасный план — скачать всю информацию с наноботов четырёх лучших бойцов DOA, создав технологию, которая позволит человеку адаптироваться к любому стилю боевых искусств и победить любого бойца. Технологию создал Везерби, который не знал о коварных планах Донована.
Везерби, который давно был влюблён в Хелену, раскрывает ей, что её отец Фэйм Дуглас протестовал против идеи Донована, и той же ночью был убит (видео показывает, что убийцей был Байман). После того, как Везерби сказал, что её отец гордился бы тем, чего она достигла, несмотря на то, что она не смогла победить Кристи, Хелена уверенно решает остановить Донована. Донован наблюдает за этим через вездесущие камеры острова и посылает свои силы безопасности остановить нарушителей порядка. Хелена дерётся с отрядом охранников, и они прорываются внутрь комплекса. Тем временем, Донован решает протестировать новую технологию поединком с Хаятэ, которого он целый год держал взаперти. Дав слово, что отпустит его сестру и друга, если Хаятэ будет драться, Донован успешно тестирует свои новые навыки. Оказывается, за боем наблюдали желающие приобрести программу. Победив Хаятэ, он сбрасывает его в пропасть, но Хаятэ ловит Аянэ, удивлённая, но счастливая, что её любимый жив.
Донован начинает передавать программу покупателям, но Везерби удаётся прервать передачу вовремя. Пока всё это происходит, Макс обнаруживает хранилище Дугласа и вламывается в него. Но его перехватывает Байман, который по приказу Донована отключает Макса и забирает деньги.
Узнав, что Везерби связался с ЦРУ, Донован пробивается к своему командному центру, где его безуспешно пытается удержать Хелена, давая Везерби время, чтобы открыть капсулы с четырьмя бойцами. Отключив Елену и Везерби, Донован активизирует трёхминутный отсчёт к самоуничтожению базы и убегает. Четыре девушки вступают в бой с Донованом, который всё равно оказывается сильнее, благодаря особым очкам, которые предугадывают каждое движение бойцов.
Тем временем, с помощью Макса и Везерби, Хаябуса побеждает Баймана. После сложного боя, Кристи удаётся сбить с Донована его очки, делая его практически беззащитным. Касуми и Хаятэ затем приканчивают его, Касуми вставляет иглу в его шею, парализуя его. Все бойцы прыгают с обрыва в море, а Везерби, Макс и Хаябуса используют спасательный люк. Байман и Донован погибают при взрыве.
Заполучив лодку от тех самых пиратов, группа уплывает с острова DOA. Вернувшись в свой дворец, Касуми и четверо других девушек (вместе с Аянэ) готовятся сражаться с тремя сотнями воинов её клана.

## В ролях
- Джейми Прессли — Тина Армстронг[англ.]
- Девон Аоки — Касуми
- Холли Вэланс — Кристи Аллен
- Сара Картер — Хелена Дуглас
- Натасия Мальте — Аянэ
- Кейн Косуги — 	Рю Хаябуса
- Мэттью Марсден — Максимиллиан Марш
- Эрик Робертс — 	Донован
- Стив Хоуи — Везерби
- Брайан Дж. Уайт — Зак
- Кевин Нэш — Басс Армстронг
- Колин Чоу — Хаяте

## Различие между видеоигрой
- Касуми в фильме описывается как ниндзя-принцесса, живущая в большом красивом дворце/храме. Она окружена армией, пытающейся предотвратить её побег. Хотя титул «принцесса» не совсем точен, персонаж Касуми в фильме отличается от игр, где этот термин используется лишь для того, чтобы показать, что она является следующим лидером клана. Также, в играх нет великого города со стенами, дворца или армии, там всего лишь присутствует отдалённая деревня, где живут члены клана. В играх Касуми просто ускользает из деревни, а не дерётся с сотнями солдат.
- Элиот показан в фильме как азиат средних лет, но в играх он — английский подросток.
- Персонаж Кристи был несколько изменён в фильме. В играх она была лишь убийцей, а не вором. Также её стиль полностью отличается в фильме: она дерётся кулаками и захватами, а не своим стилем сецуань — быстрые удары выпрямленными ладонями. Также её маниакально-жестокая личность была заменена на более дружелюбную. То есть в играх Кристи бы ни за что не подружилась с другими девушками.
- Касуми стала в фильме более холодной личностью, тогда как в игре она была более «мягкой».
- Все девушки в фильме становятся близкими подругами, но в играх это не так. Например, Елена изначально считает, что Аянэ убила её мать, но убийцей оказывается Кристи. Также в играх Тина вообще не встречает других женских персонажей.
- В играх Хелена — французская оперная певица, но в фильме ни её национальность, ни профессия не показаны, хотя указано, что одна из её татуировок была сделана в Париже.
- Фамилия Кристи Аллен была придумана для фильма, в играх было указано лишь имя.
- В конце фильма Хаятэ и Аянэ целуются, но в играх указано на то, что они являются единокровными братом и сестрой.